# Margaret Spufford
Margaret Spufford (* 10. Dezember 1935 in Cheshire; † 6. März 2014) war eine britische Historikerin, die sich mit dem 16. und 17. Jahrhundert in England auseinandersetzte. Sie war von 1994 bis 2001 Professor für Soziale und Lokalgeschichte an der University of Roehampton.
Margaret Spufford wurde als Tochter von Mary (geb. Johnson) und Leslie Marshall Clark geboren, die beide als Chemiker arbeiteten und am 26. Februar 1926 geheiratet hatten. Sie wurde von ihrer Mutter zu Hause unterrichtet und lebte, um sie während des Zweiten Weltkriegs vor Luftangriffen in Sicherheit zu bringen, an der Grenze nach Wales.

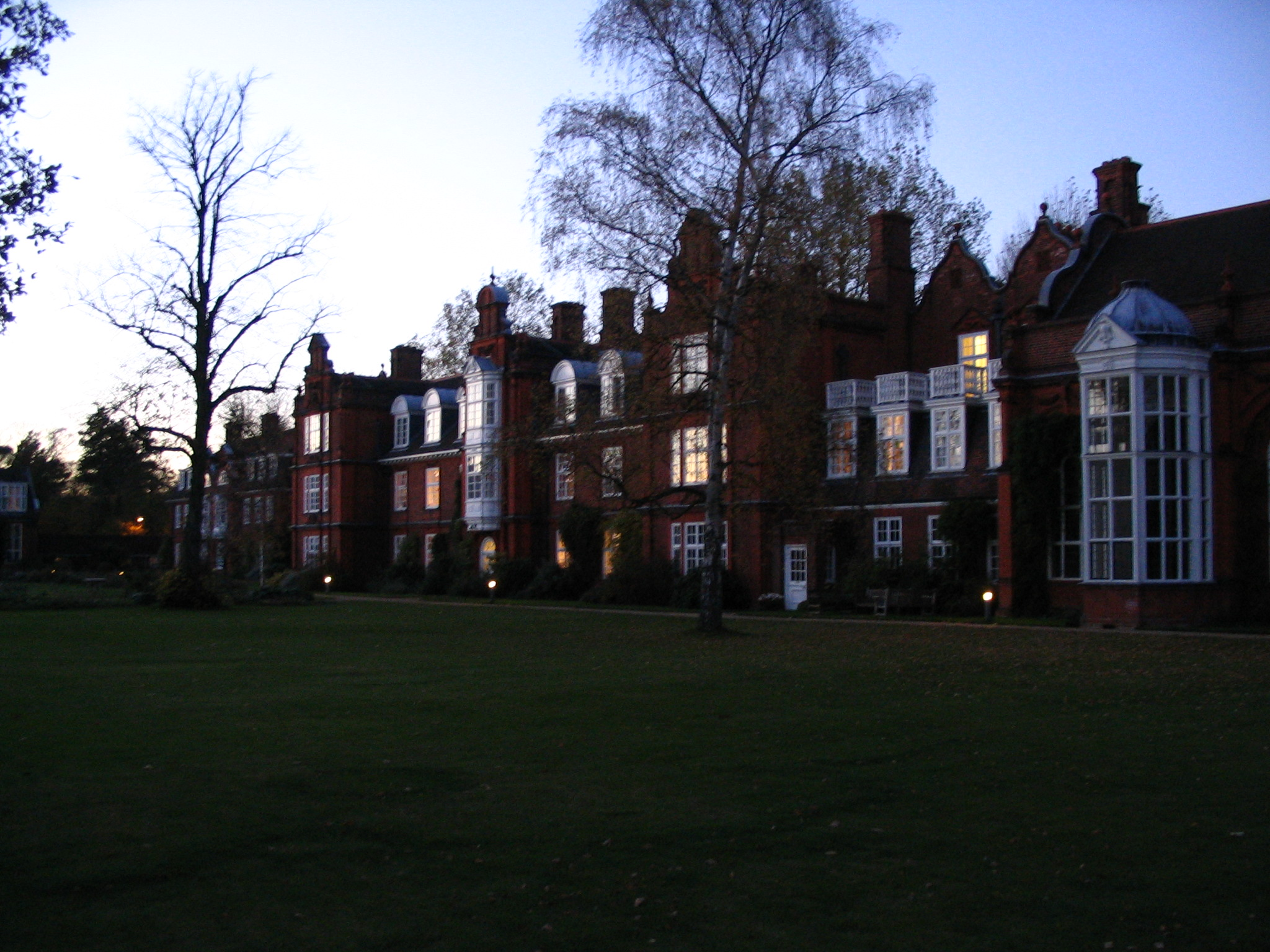
Das Newnham College in Cambridge

1945 erlitt ihre Mutter einen so schweren Schlaganfall, dass sie bis zu ihrem Tod 1969 nicht mehr arbeiten konnte. Nach dem Tod ihres Vaters zog die Familie 1953 nach Cambridge. Dort besuchte sie zunächst die Cambridge High School for Girls, um sich im folgenden Jahr am Newnham College einzuschreiben, einem nur für Frauen vorgesehenen College der University of Cambridge. Krankheitsbedingt, sie litt unter Osteoporose, musste sie ihre Studienbemühungen zunächst abbrechen, setzte diese jedoch mit der local history an der University of Leicester fort, wo sie 1963 ihren Master of Arts absolvierte. Im Sommer 1962 hatte sie Peter Spufford geheiratet, mit dem sie einen Sohn namens Francis und eine Tochter namens Bridget hatte (geboren 1964 und 1967).
Ihren Doktortitel erwarb sie 1970 mit der Thesis People, Land & Literacy in Cambridgeshire in the 16th & 17th Centuries. Spufford wurde zunächst Research Fellow am Lucy Cavendish College in Cambridge, wechselte jedoch nach vier Jahren als Lecturer an die Keele University. 1980 kehrte sie an das Newnham College als Fellow und Tutor für Geschichte zurück. Nach einer Position als Senior Research Associate an der Historischen Fakultät wurde sie 1985 Bye-fellow, da sie bereits zu krank war, um ihren vollen Verpflichtungen nachzukommen. 1989 starb zudem ihre Tochter. Dennoch wurde sie 1994 zum Research Professor in Social and Local History an die University of Roehampton berufen.
1995 wurde sie zum Fellow of the British Academy gewählt, 1996 zum Officer of the Order of the British Empire ernannt, weil sie sich besonders für die Bildung Behinderter eingesetzt hatte. 1992 hatte sie Bridget’s Hostel in der Tennis Court Road gegründet, ein Haus, das den Namen ihrer Tochter trägt und das behinderten Studenten eine jederzeitige Betreuung anbietet.
Spufford, die zwischenzeitlich an Krebs erkrankte und an einer Herzerkrankung litt, dann von einer Reihe von Schlaganfällen getroffen wurde, starb als Alzheimerpatientin am 6. März 2014 und wurde am 29. März an der Gemeindekirche von Whittlesford beigesetzt.

## Werke
- Rural Cambridgeshire: 1520-1680, University of Leicester, 1962.
- People, Land and Literacy in Cambridgeshire in the Sixteenth and Seventeenth Centuries, University of Leicester, 1970.
- Contrasting communities. English Villages in the Sixteenth and Seventeenth Centuries, Cambridge University Press, 1974, 1979, 2000.
- Small books and pleasant histories. Popular Fiction and Its Readership in Seventeenth-Century England, Cambridge University Press, 1981, Paperback 1985.
- The great reclothing of rural England. Petty chapmen and their wares in the seventeenth century, Hambledon Press, 1984.
- (Hrsg.): The world of rural dissenters, 1520-1725, Cambridge University Press, 1995.
- mit James Went, William Lloyd: Poverty Portrayed: Gregory King and Eccleshall in Staffordshire in the 1690s, University of Keele, 1995.
- Celebration. A Story of Suffering and Joy, Bloomsbury Publishing, 1996 (über die Krankheit ihrer Tochter und die für ihren Lebensweg zentrale Auseinandersetzung mit ihren eigenen Krankheiten).
- Figures in the Landscape: Rural Society in England, 1500-1750, Ashgate, 2000.
- mit David Hey, Colum Giles, Andrew Wareham (Hrsg.): Yorkshire West Riding Hearth Tax Assessment, Lady Day 1672, British Record Society, 2007.